# SM UB-61
SM UB-61 – niemiecki okręt podwodny typu UB III zbudowany w stoczni Vulcan w Hamburgu w roku 1917. Zwodowany 28 kwietnia 1917 roku, wszedł do służby w Kaiserliche Marine 23 czerwca 1917 roku. W czasie swojej służby SM UB-61 odbył 3 patrole, w czasie których zatopił 2 statki o łącznej pojemności 12 920 BRT.

## Budowa
SM UB-61 był czternastym z typu UB III, który był następcą typu UB II. Był średnim okrętem przeznaczonym do działań przybrzeżnych, o prostej konstrukcji, długości 55,3 metra, wyporności w zanurzeniu 651 ton, zasięgu 9040 Mm przy prędkości 6 węzłów na powierzchni oraz 55 Mm przy prędkości 4 węzłów w zanurzeniu. W typie III poprawiono i zmodernizowano wiele rozwiązań. Zwiększono moc silników Diesla do 1085 KM produkcji MAN SE, silników elektrycznych produkcji Siemens-Schuckert do 780 KM.

## Służba
23 czerwca 1917 roku (w dniu przyjęcia okrętu do służby) dowódcą jednostki został mianowany porucznik marynarki (niem. Oberleutnant zur See) Theodor Schultz, który wcześniej był dowódcą okrętów, SM UB-34, SM UC-28 i SM UC-55. Jednostka 10 września 1917 roku została przydzielona do służby we V Flotylli.
W czasie swojej służby w Cesarskiej Marynarce Wojennej odbył trzy patrole, w czasie których zatopił dwie jednostki o łącznej pojemności 12 920 BRT. 
Pierwszą zatopioną przez UB-61 jednostką był brytyjski statek o napędzie parowym SS „Sycamore” o pojemności 6550 BRT. Statek został zbudowany w 1917 roku w stoczni R. Duncan & Co., Ltd. dla armatora Johnston Line, Ltd. (Furness, Withy & Co., Ltd.) z Liverpoolu. W dniu 25 sierpnia 1917 roku, w czasie podróży z ładunkiem drobnicowym z Baltimore do Liverpoolu, został zatopiony 125 mil na północny zachód od wyspy Tory. Następnego dnia UB-61 zatopił jeszcze jeden brytyjski statek handlowy. Był to zbudowany w 1900 roku parowiec „Assyria” o pojemności 6370 BRT. Statek należący do T. & J. Brocklebank, Ltd. z Glasgow płynął z ładunkiem drobnicowym. Został zatopiony na pozycji 55°40′N 9°00′E/55,666667 9,000000.  
29 listopada 1917 roku na pozycji 53°25′N 4°58′E/53,416667 4,966667 okręt wszedł na minę postawioną przez brytyjski okręt podwodny typu E HMS E51. Nikt z załogi nie przeżył.